# Marc-Gilbert Sauvajon
Marc-Gilbert Sauvajon (Valença, el 25 de setembre de 1909 - Montpeller, el 15 d'abril de 1985) fou un autor dramàtic, realitzador, guionista i dialogista francès.
Després d'estudis de dret, fou nomenat redactor en cap del diari "Sud-est". També, fou el fundador del "Valence-Républicain".

## Obra

### Peces de teatre
- 1953. Treize à table. Estrenada al Théâtre des Capucines de París.
- 1954. Adorable Julia. Estrenda al Théâtre du Gymnase de París.
- 1957. Ne quittez pas. Estrenada al Théâtre des Nouveautés de París.
- 1963. Bienheureuse Anaïs. Estrenada al Théâtre Michel de París.
- 1965. Version grecque. Estrenada al Théâtre Montparnasse de París.
- 1970. Une poignée d'orties. Estrenada al Théâtre de la Michodière de París.

### Guionista de cinema
- 1956. El triomf de Miquel Strogoff (Le Triomphe de Michel Strogoff).[3]